# ایزیری ۶۴۸۴
استاندارد ISIRI 6484 استاندارد ملی ایران به منظور تعیین وی‍ژگی‌ها و روش آزمون وسایل محدودکننده سرعت یا سیستمهای محدودکننده مشابه در برخی از گروه خودروهای موتوری می‌باشد .

## تاریخچه و روند تدوین
این استاندارد در چهارصد و سی و نهمین جلسه کمیته ملی استاندارد خودرو و نیرو محرکه موسسه استاندارد و تحقیقات صنعتی ایران متشکل از نمایندگان شرکت‌های خودروساز ایرانی، راهنمایی و رانندگی (ایران) و سازمان ملی استاندارد ایران مورد تائید قرار گرفت، و در سال ۱۳۸۹  به چاپ رسید.